# Golfo Kronockij
Il golfo Kronockij (in russo Кроноцкий залив?) è un'insenatura della costa orientale pacifica della penisola della Kamčatka, nel mare di Bering. Si trova nell'Elizovskij rajon del Territorio della Kamčatka, nell'Estremo oriente russo.

## Geografia
Il golfo è compreso tra la penisola Kronockij (полуостров Кроноцкий), che lo separa dal golfo della Kamčatka a nord, e la penisola Šipunskij (полуостров Шипунский) a sud, che a sua volta lo separa dal golfo dell'Avača. Il golfo Kronockij si protende nel continente per 68,5 km ed è largo 231 km; la profondità dell'acqua raggiunge i 1500 m. Nel golfo sfociano vari corsi d'acqua, tra cui il fiume Kronockaja (река Кроноцкая), emissario del lago Kronockoe (озеро Кроноцкое), e il fiume Županova (река Жупанова).